# Nikołaj Aristow
Nikołaj Aristow (ros. Николáй Aлексáндpoвич Ápистов) (ur. 1847, zm. ok. 1903) – rosyjski turkolog. W latach 1868–1889 czynny jako urzędnik na terenie Siedmiorzecza, z siedzibą w mieście Wiernyj (obecnie Ałmaty). Od 1893 r. członek Rosyjskiego Towarzystwa Geograficznego. Współpracował z czasopismem Žiwaja starina.

## Dorobek naukowy
Do nauki wszedł głównie dzięki dwóm artykułom:
- Opyt wyjasnenija ètničeskogo sostawa kirgiz-kazakow Bol'šoj ordy i kara-kirgizow, na osnowanii rodoslownych skazanij… – Žiwaja starina 1894, vyp. 3-4.
- Zametki ob ètničeskom sostawe tjurkskich plemen i narodnostej i swedenija ob ich čislennosti. – Žiwaja starina 1896, vyp. 3-4.

## Uwaga
Turkolog Aristow bywa nieraz mylony z rosyjskim historykiem i publicystą Nikołájem Jákowlewiczem Áristowem (1834–1882).